# Zyprischer Fußballpokal 1995/96
Der Zyprische Fußballpokal 1995/96 war die 54. Austragung des zyprischen Pokalwettbewerbs. Er wurde vom zyprischen Fußballverband ausgetragen. Das Finale fand am 29. Mai 1996 im Tsirion-Stadion von Limassol statt.
Pokalsieger wurde Titelverteidiger APOEL Nikosia. Das Team setzte sich im Finale gegen AEK Larnaka durch. Da APOEL auch die Meisterschaft gewann, qualifizierte sich der unterlegene Pokalfinalist für den Europapokal der Pokalsieger 1996/97.

## Modus
Die Begegnungen der Vorrunde und der 1. Runde wurden in einem Spiel ausgetragen. Bei unentschiedenem Ausgang wurde das Spiel um zweimal 15 Minuten verlängert. Stand danach kein Sieger fest, folgte ein Wiederholungsspiel auf des Gegners Platz. Endete auch dies unentschieden, gab es eine Verlängerung und gegebenenfalls ein Elfmeterschießen.
Von der 2. Runde bis zum Halbfinale wurden alle Begegnungen in Hin- und Rückspiel ausgetragen. Bei Torgleichheit entschied zunächst die Anzahl der auswärts erzielten Tore, danach eine Verlängerung und schließlich das Elfmeterschießen.

## Teilnehmer
| First Division (14) | Second Division (14) | Third Division (14) | Fourth Division (8) |
| --- | --- | --- | --- |
| - AEK Larnaka - AEL Limassol - Alki Larnaka - Anorthosis Famagusta - APOEL Nikosia - Apollon Limassol - Aris Limassol - Enosis Neon Paralimni - Ethnikos Achnas - Evagoras Paphos - Nea Salamis Famagusta - Olympiakos Nikosia - Omonia Aradippou - Omonia Nikosia | - AEZ Zakakiou - Akritas Chlorakas - Anagennisi Deryneia - AO Agia Napa - APOP Paphos - APEP Pitsilia - Chalkanoras Idaliou - Digenis Akritas Morphou - Doxa Katokopia - Ethnikos Assia - Ethnikos Latsion - Onisilos Sotira - Othellos Athienou - PAEEK Kyrenia | - Achyronas Liopetriou - AEK Kakopetrias - AEK Katholiki - Anagennisi Germasogeias - APEP Palendriou - Digenis Akritas Ypsona - Digenis Oroklinis - Elia Lythrodonta - Ermis Aradippou - Enosis Neon THOI Lakatamia - Fotiakos Frenarou - Orfeas Nikosia - Rotsidis Mammari - Tsaggaris Peledriou | - Adonis Idaliou - Achilleas Agios Theraponta - AMEK Kapsalou - ASIL Lysi - Doxa Paliometochou - Iraklis Gerolakkou - Kinyras Empas - MEAP Nisou |

## Vorrunde
In dieser Runde traten alle 14 Teams der Second Division, alle 14 Teams der Third Division und 8 Teams der Fourth Division an.
|                            | Ergebnis  |                         |
| -------------------------- | --------- | ----------------------- |
| AO Agia Napa               | 1:0       | Akritas Chlorakas       |
| Achilleas Agios Theraponta | 2:4 n. V. | AEK Kakopetrias         |
| Adonis Idaliou             | 1:2       | PAEEK Kyrenia           |
| AEK Katholiki              | 2:3 n. V. | Fotiakos Frenarou       |
| AEZ Zakakiou               | 4:0       | Iraklis Gerolakkou      |
| Anagennisi Deryneia        | 3:0       | Anagennisi Germasogeias |
| APEP Palendriou            | 1:0       | AMEK Kapsalou           |
| ASIL Lysi                  | 1:1       | Doxa Paliometochou      |
| Chalkanoras Idaliou        | 1:2       | APOP Paphos             |
| Ermis Aradippou            | 0:2       | Digenis Akritas Morphou |
| Enosis Neon THOI Lakatamia | 1:1 n. V. | APEP Pitsilia           |
| Elia Lythrodonta           | 0:2       | Onisilos Sotira         |
| Ethnikos Assia             | 2:1       | Doxa Katokopia          |
| MEAP Nisou                 | 3:4       | Achyronas Liopetriou    |
| Orfeas Nikosia             | 1:2       | Kinyras Empas           |
| Othellos Athienou          | 1:4       | APEP Pitsilia           |
| Rotsidis Mammari           | 0:2       | Ethnikos Latsion        |
| Tsaggaris Peledriou        | 2:1       | Digenis Akritas Ypsona  |

### Wiederholungsspiel
|                 | Ergebnis |                            |
| --------------- | -------- | -------------------------- |
| Ermis Aradippou | 1:0      | Enosis Neon THOI Lakatamia |

## 1. Runde
Alle 14 Vereine der First Division stiegen in dieser Runde ein. Diese Teams wurden nicht gegeneinander gelost.
|                       | Ergebnis |                         |
| --------------------- | -------- | ----------------------- |
| Achyronas Liopetriou  | 0:3      | AEL Limassol            |
| AEK Kakopetrias       | 0:8      | AEK Larnaka             |
| AEZ Zakakiou          | 1:2      | PAEEK Kyrenia           |
| Alki Larnaka          | 4:0      | Digenis Akritas Morphou |
| Anagennisi Deryneia   | 0:2      | AO Agia Napa            |
| Anorthosis Famagusta  | 4:0      | Ethnikos Assia          |
| APEP Palendriou       | 0:4      | Enosis Neon Paralimni   |
| APEP Pitsilia         | 0:1      | APOEL Nikosia           |
| Apollon Limassol      | 1:0      | Onisilos Sotira         |
| ASIL Lysi             | 1:2      | Aris Limassol           |
| Ermis Aradippou       | 2:3      | Evagoras Paphos         |
| Ethnikos Latsion      | 0:1      | Omonia Aradippou        |
| Kinyras Empas         | 0:2      | Ethnikos Achnas         |
| Nea Salamis Famagusta | 1:0      | APOP Paphos             |
| Olympiakos Nikosia    | 4:1      | Fotiakos Frenarou       |
| Tsaggaris Peledriou   | 0:1      | Omonia Nikosia          |

## 2. Runde
|                       | Gesamt |                       | Hinspiel | Rückspiel |
| --------------------- | ------ | --------------------- | -------- | --------- |
| AO Agia Napa          | 2:6    | Omonia Nikosia        | 0:4      | 2:2       |
| AEK Larnaka           | 2:1    | Alki Larnaka          | 1:0      | 1:1       |
| APOEL Nikosia         | 8:4    | AEL Limassol          | 4:1      | 4:3       |
| Enosis Neon Paralimni | 2:4    | Apollon Limassol      | 0:1      | 2:3       |
| Ethnikos Achnas       | 3:5    | Anorthosis Famagusta  | 3:1      | 0:4       |
| Olympiakos Nikosia    | 3:1    | Evagoras Paphos       | 2:1      | 1:0       |
| Omonia Aradippou      | 4:2    | Aris Limassol         | 2:1      | 2:1       |
| PAEEK Kyrenia         | 0:4    | Nea Salamis Famagusta | 0:3      | 0:1       |

## Viertelfinale
|                       | Gesamt |                      | Hinspiel | Rückspiel |
| --------------------- | ------ | -------------------- | -------- | --------- |
| AEK Larnaka           | 7:1    | Omonia Aradippou     | 7:0      | 0:1       |
| Apollon Limassol      | 2:0    | Anorthosis Famagusta | 1:0      | 1:0       |
| Nea Salamis Famagusta | 2:3    | APOEL Nikosia        | 1:1      | 1:2       |
| Olympiakos Nikosia    | 3:4    | Omonia Nikosia       | 1:2      | 2:2       |

## Halbfinale
|                  | Gesamt    |                | Hinspiel | Rückspiel |
| ---------------- | --------- | -------------- | -------- | --------- |
| APOEL Nikosia    | 3:2       | Omonia Nikosia | 1:2      | 2:0       |
| Apollon Limassol | (a)3:3(a) | AEK Larnaka    | 2:2      | 1:1       |

## Finale
| Paarung  | APOEL Nikosia – AEK Larnaka                               |
| Ergebnis | 2:0 n. V.                                                 |
| Datum    | 29. Mai 1996                                              |
| Stadion  | Tsirion-Stadion, Limassol                                 |
| Tore     | 1:0 József Kiprich (93.) 2:0 Alexandros Alexandrou (117.) |